# 731부대

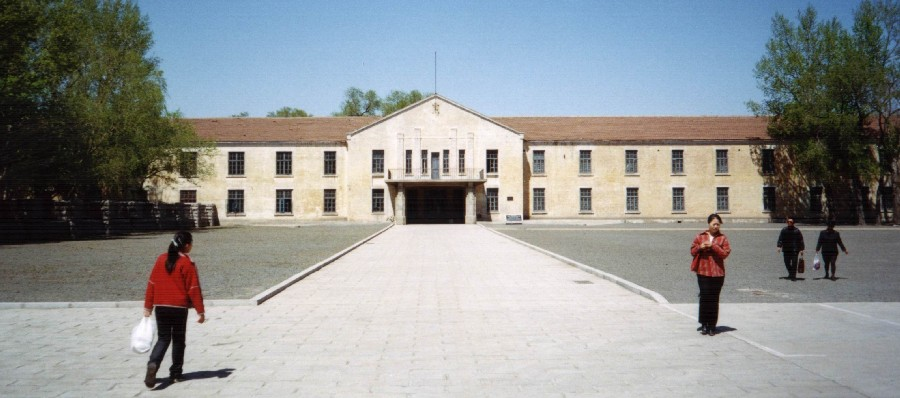
하얼빈의 731 기념관.

731부대(일본어: 731部隊 나나산이치부타이[*])는 일본 제국 육군 소속 관동군 예하 비밀 생물전 연구개발 기관으로, 중화인민공화국 헤이룽장성 하얼빈에 있던 부대이다. 공식 명칭은 관동군 검역급수부(일본어: 関東軍防疫給水部 かんとうぐんぼうえききゅうすいぶ[*])이다.
1936년에 설립되어 초기에는 '관동군 방역급수부', '동향부대'로 불리다가 향후에는 '731부대'로 개명하였다. 중일 전쟁(1937~1945년)을 거쳐 1945년까지 생물·화학 무기의 개발 및 치명적인 생체 실험을 행하였다. 공식적으로는 ‘헌병대 정치부 및 전염병 예방 연구소’, '방역과 급수에 대한 임무'로 알려졌으며 실제로 731부대의 총 책임자인 '이시이 시로'는 731부대의 진짜 목적을 위장하기 위해 휴대용 야전 정수기를 개발하기도 하였다. 원래는 태평양 전쟁 전 정치 및 이념 부서로 설립되어 적에 대한 사상, 정치적 선전과 일본군의 사상 무장이 임무였다. 첫 부임자였던 의사 이시이 시로(石井四郞)의 이름을 따라, 이시이 부대(石井部隊)라고도 불린다. 731부대는 또한 히로히토의 칙령으로 설립한 유일한 부대이며, 히로히토의 막내 동생인 미카사노미야 다카히토가 부대의 장교(고등관)로 복무하였다.

## 설명
이 부대는 중국 헤이룽장성(黑龍江省) 하얼빈 핑팡(平房, 당시 만주국 괴뢰 정부의 영토)에 주둔해 관동군 관할 구역 내의 정수 업무를 하는 것으로 위장되었다. 이 부대는 일본의 정치적 선전, 일본 군대의 사상적 대표로서 업무를 수행했다. 처음에는 공산주의 정치 선동에 대항해 일했으나 나중에 그 영역이 확대되었고, 화학·세균전 준비를 위한 연구와 살아있는 사람을 대상으로 한 생체 실험을 위한 것이었다. 대외적으로는 관동군 주력부대에 물을 공급하는 급수전문 전투지원부대로 알려졌으나 실제로는 생체실험을 자행한 부대였다.
731부대는 크게 보면, 독일 나치의 SS같은 정치 선동 부서이다. 여기서는 일본인의 인종적 우월성, 인종주의 이론, 방첩 활동, 정보 활동, 정치적 사보타주, 적 전선 침투 등에 관한 활동을 하였다. 이 부대는 만주 헌병대, 만주 정보기관, 만주 정규 경찰, 만주 거류민 위원회, 지역 만주 민족주의 정당, 일본 비밀 정보기관과 긴밀히 연락했다. 이 부대의 만주에 있는 부문에서는 러시아인, 중국인, 만주인, 몽골인과 기타 특수 부서, 비밀 부서 경력의 외국인을 활용했다.
민간인과 군인 모두 1만 명의 중국인과 조선인, 몽골인, 러시아인이 이 부대의 실험 대상이었다. 일부 미국인과 유럽인 등 연합군 전쟁 포로가 731부대에 잡혀갔다. 게다가 이 부대에서 생물학 무기 프로그램에 의해 연구된 생물학 무기의 사용으로 수만 명의 중국인이 죽었다.
731부대는 일본제국이 세운 생물전 연구기관 중 하나였으며, 516부대(치치하얼 시, 齊齊哈爾), 543부대(하이라얼 시, 海拉尔), 773부대(Songo), 100부대(창춘, 長春), 1644 부대(난징, 南京), 1855부대(베이징, 北京), 8604부대(광저우, 廣州), 200부대(만주), 9420부대(싱가포르) 등 동아시아 각지에 세워진 기관도 731부대와 유사하거나 731부대의 생체실험을 뒷받침하는 역할을 하였다. 이들은 일제의 헌병대가 관리하였다.
인체를 대상으로 생체실험을 하는 부대의 속성상, 부대 주변 지역을 전부 소개하고 지역주민을 전부 추방시킨 사례나, 부대 인근 지역 주민을 대상으로 생물학 무기를 실험한 사례등 인근 민간인들을 대상으로 실험한 사례까지 알려져 있는 등 하얼빈역에서 출발한 열차가 부대 인근 지역을 통과 시 열차 커튼을 모두 내려야 하고 부대 인근 지역을 차창밖으로 내다보는 승객은 그 자리에서 체포/심문하는 규정이 존재하였을 정도로 보안에 매우 철저할 수밖에 없었다고 알려져 있다.

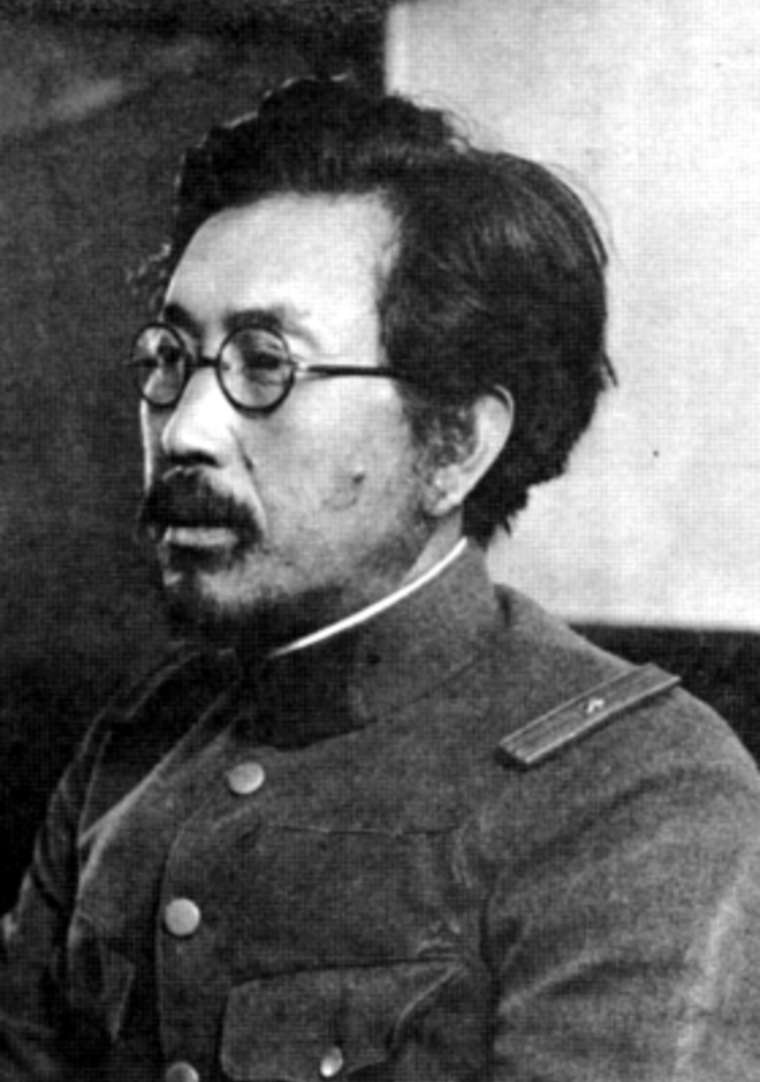
731부대장 중장 이시이 시로

731부대와 관련된 많은 과학자가 나중에 정치, 학계, 사업, 의학 부문에서 큰 성공을 거두었다. 일부는 소련군에 체포되어 하바로프스크 전범 재판에 회부되었다. 또 다른 일부는 중국공산당에 체포되어 푸순전범관리소에서 심문을 받으며 진술서를 작성했다. 미국에 항복한 자들은 그들이 가지고 있던 자료를 제공하는 대가로 사면받았다. 그들이 행한 잔인한 행위 때문에 731부대의 활동은 유엔에 의해 전쟁범죄로 선포되었다.

## 형성
1932년 이시이 시로는 ‘육군 전염병 예방 연구소’라는 이름의 의무부대의 사령관으로 임명되었다. 그와 그 부하들은 종마 수용소를 건설했다. 이곳은 그 지역에는 종마 요새로 알려져 있다. 이 실험 수용소는 ‘베이인허’에 있는데, 하얼빈 시에서 남쪽으로 100킬로미터 떨어져 있는 마을이다. 이시이 시로는 ‘토고 부대’를 조직했는데 화학, 생물학 작전을 하기 위한 비밀 연구 그룹이다. 1935년 탈옥과 폭발이 있었고, 이시이는 종마 요새를 닫을 수밖에 없었다. 그는 나중에 핑팡(하얼빈 시에서 남쪽으로 24킬로미터)으로 가서 훨씬 더 큰 새로운 시설을 만들었다.
이 부대는 나중에 관동군으로 통합되어 ‘전염병 예방부’가 되었고, 같은 시기에 ‘이시이 부대’와 ‘와카마쓰 부대’로 나위어졌다. 창춘에 있었다. 1941년부터 이 부대들은 합쳐서 ‘관동군 방역 급수부’ 또는 731부대로 불린다. 이 부대는 제국청년군(Imperial Young Corps), 대학의 연구소, 헌병대의 지원을 받았다. 어떤 이는 731부대가 헤로인 생산을 위해 만주에서 양귀비를 경작하던 미쓰이 재벌과 연계가 있었다고 말하기도 한다.
"당시 일본의 헌병대는 2개로 분류돼 있었다. 내부담당 헌병과 외부담당 헌병이 있었는데 국내에 있는 헌병은 육군대신(국방부장관) 아래 있었다. 외부의 헌병은 침략국에 가면 군령 헌병이라고 한다. 다시 말해서 군사령관 아래에 있었기 때문에 힘이 있었다. 군인만 관계하는 것이 아니라, 일반 민간인도 관할했다.…

1938년 8월 26일전에는 특별취급이라는 것이 없었다. 그 후에 있었는데, 특히 구 만주국을 침략했던 헌병들은 특별 이송취급도 관할했다. 관동부 헌병 사령부가 마루타를 취급하고 있는 헌병대로 통지서를 보내 소련에 대한 정보활동을 한 사람, 반만항일(反滿抗日)에 관련된 자, 군과 국가에 대한 반항죄에 해당하는 자는 체포하여 특별취급으로 규정해서 731부대로 보내라고 지시했다."— 당시 일본 제86부대의 헌병이었던 일본인 미오 유타카(1998년 7월 사망)

## 활동
암호명 ‘마루타’의 특별계획은 실험할 때 인간을 사용하였다. 실험 대상은 주위 인구 집단에서 징용되었고 이들은 완곡어법으로 ‘통나무’(마루타)라 불리었다. 마루타란 용어는 구성원 중 일부의 농담에서 유래했다. 이 시설을 지역 당국에는 제재소라고 했기에 그런 농담이 생겼다. 실험에는 남녀노소를 불문하였고, 심지어 임산부까지 동원되었다. 수많은 실험과 해부가 살아있는 상태에서 마취없이 이뤄졌고, 이는 부패 등이 실험결과에 영향을 끼치는 것을 막기 위해서였다.

### 생체 해부와 의학 실습
수천 명의 수용소의 사람들은 생체 해부의 대상이 되었으며, 많은 해부가 실험의 유효성을 위해 마취없이 이루어졌고 피해부자들은 대부분 사망하였다. 수용자들을 다양한 질병에 감염시킨 후 외과수술로 해부하였고, 질병이 인체에 미치는 영향을 알아보기 위해 장기를 제거하였다. 감염이나 해부를 당한 대상은 성인 남녀뿐 아니라 아동이나 영아 또한 포함하였다.
출혈의 연구를 위해 수용자의 팔다리를 절단하였고, 절단된 팔이나 다리를 수용자의 반대편에 다시 봉합하는 실험 또한 진행되었다. 몇몇 수용자의 팔이나 다리는 얼려져 절단되었는데 일부는 다시 녹여져 치료받지 않은 괴저 및 부패의 영향을 연구에 사용되었다. 일부 수용자의 위는 외과적으로 절제되었고 식도와 장이 연결되기도 했다. 이외에 뇌, 폐, 간 등의 절제 수술 또한 행해졌다.
일본 제국의 외과의사였던 유아사 켄(湯浅謙)은 생체실험은 731부대의 밖에서도 널리 행해졌으며 중국 대륙에서의 실험에 약 1000명의 일본군이 관여되어 있을 것이라고 증언하기도 했다.
1945년 5~6월 규슈제국대학 의학부 제1외과 이시야마 후쿠지로와 제자들은 격추된 미군 B-29 탑승원 포로 8명을 대상으로 수술 실험을 하였다. 수술 내용은 다음과 같다.

- 5월 17일 포로 2명의 한쪽 폐를 전부 적출
- 5월 22일 포로 2명 중 1명에게 위 전 적출 수술. 대동맥을 압박해 지혈하고 심장 정지시킨 후 개흉 심장 마사지, 심장 수술, 나머지 1명은 상복부 절개하고 담낭을 적출, 간장의 편엽을 절제5월 25일 포로 1명에게 뇌수술(3차 신경 차단)
- 6월 2일 포로 3명 가운데 1명에게 오른쪽 대뢰동맥에서 약 500cc를 채혈한 후 대용 혈액약 300cc 주사. 1명에게 폐동격 수술, 나머지 1명에게 담낭 적출, 대용 혈액 200cc 주사, 간장 절제, 개흉 심장 마사지, 심근 절개 및 봉합, 대동맥 압박 지혈

동상 실험을 했던 다니무라라는 인물은 실험 대상자들에게 야외 실습 실험을 하기도 하였다. 다니무라는 동계 위생 연구반을 조직해 텐트에서의 수술, 지혈, 수혈 등에 대해 가르치는 야외 실습을 했는데, 중국인 8명은 생체 실험 재료로 사용되었다. 이 8명은 실험이나 수술이 끝난 뒤 살해돼 생체 해부용으로 쓰이거나 총살됐다고 한다.

### 생화학 실험
수용자에게는 질병을 일으키는 세균이 예방접종으로 위장된 채 접종되었다. 치료받지 않은 성병의 효과를 연구하기 위해, 남녀 수용자에게 일부러 매독, 임질을 감염시키고 연구하였다. 수용자들은 간수 등에게 강간당하기도 했다.
전염성 벼룩, 감염된 의류와 물자가 폭탄 안에 포장되어 다양한 목표물에 투하되었다. 이때 이시이 시로 중장이 직접 개발한 도자기 폭탄이 주로 사용되었는데 도자기 폭탄은 폭발력을 고의로 약하게 만들어 안에 내장된 세균이 죽는 것을 최소화했다. 이에 따라 흑사병, 콜레라, 탄저 등 전염병으로 약 40만 명의 중국인이 숨진 것으로 추정된다. 중국 민간인에게 야토병 관련 실험이 행해지기도 했다.
731부대와 소속 군부대(주로 1644부대나 100부대)는 생화학무기를 개발하여 전투에서 실험하기도 하였다.
특히 페스트균 실험을 많이 했다. 페스트균은 흑사병으로도 잘 알려져있는데, 14세기 지중해 연안, 프랑스, 독일, 영국, 북유럽으로 확산해 4년 만에 유럽 인구 1/3 이상의 목숨을 앗아가기도 하였다. 이를 살육전에 적용하려 한 731은 '페스트 벼룩'을 개발한다. 균 자체를 그대로 뿌리는 것이 아니라 매개 동물인 벼룩을 페스트균에 감염시켜 완충물에 섞거나 도자기 폭탄에 담아 뿌렸다고 한다. 실제 중국에 살포한 세균의 상당수는 이 페스트균이었다. 미국에서 파견을 나왔던 노버트 H. 펠은 1947년 6월 30일 본국에 다음과 같이 보고하였다.
벼룩 번식법과 쥐를 통해 벼룩을 감염시키는 방법을 방대하게 연구했다.
페스트 벼룩은 최선의 조건 하에서는 약 30일 생존하는데, 그동안 감염력을 유지하는 것으로 판명됐다.
1㎡당 벼룩 20마리가 있는 방에서 실험 대상자를 자유롭게 풀어두는 실험을 했는데, 10명 중 6명이 감염되고 4명이 사망했다.— 페스트 벼룩 실험에 대해

사람을 묶어 헬멧을 씌우고 갑옷을 입혔다.
지상에서 고정해 폭발하는 것, 비행기에서 투하된 시한 기폭 장치가 설치된 것 등 각종 폭탄으로 실험했다.— 탄저균 폭탄 실험에 대해

10명 중 6명의 혈액에서 균이 발견됐고 이 중 4명은 호흡기로부터 감염됐다고 추정했다. 4명 모두 사망했다.
이 4명과 일제히 폭발한 9개 폭탄과의 거리는 불과 26m였다.— 다른 폭탄을 사용한 야외 실험에 대해

연구소에서 키운 벼룩을 저공비행으로 중국 도시에 살포했는데, 1940년에는 닝보시에서, 1941년에는 창더 시와 허난성에서 살포가 이루어졌다. 이로 인해 발생한 페스트 전염으로 수천 명이 살해당했다.

### 기타 여러 실험
- 일부 수용자는 질식할 때까지 걸리는 시간을 알아보기 위하여 목을 매달았다.
- 일부 수용자는 색전이 생기는 시간을 결정하기 위하여 동맥(또는 심장)에 공기가 주입되었다.
- 일부 수용자는 신장에 말의 소변이 주입되었다.
- 일부 수용자는 사망할 때까지 걸리는 시간을 결정하기 위하여 물과 음식을 전혀 주지 않았다.
- 일부 수용자는 사망할 때까지 저기압의 방에 놓였다.
- 일부 수용자는 극저온에 놓이어 동상이 걸리게 하였다. 그런 조건에서 얼마나 생존하는지, 인체 살의 부패와 괴저가 어떤 효과를 일으키는지 알기 위해서였다. 이는 주로 여성 수용자에게 행해졌다.
- 일부 실험은 온도와 화상, 인간 생존의 관계를 알기 위한 것이었다.
- 일부 수용자는 원심분리기에 넣어져 사망할 때까지 돌려졌다. 인체 수분 함량 비율을 알기 위함이었다. 알아낸 결과 인간의 신체는 약 70%의 수분으로 구성 되있다
- 동물의 혈액이 일부 수용자에게 주입되어 그 효과가 연구되었다.
- 일부 수용자를 가스실에 넣어 다양한 종류의 화학 무기를 시험했다.
- 바닷물이 몇몇 수용자에게 주사되었다. 바닷물이 생리식염수를 대체할 수 있는지 알기 위해서였다.

### 무기시험
731부대는 인간 목표물을 다양한 거리에 위치시켜 수류탄의 살상력을 시험하였다. 인간들은 화염방사기의 실험에도 사용되었으며, 생화학무기나 기타 폭탄들도 시험되었다.

### 실험 외의 살인
- 731부대의 판임관(위관급 장교)과 고등관(영관급 장교 및 기사(의사)들은 실험이 이미 끝났지만 살아있는, 그러나 실험으로 인해 쇠약해지거나 병들어 죽음을 앞둔 수용자들을 원판에 묶은 뒤 원판을 돌리며 그 원판에 단검을 던지는 게임을 했다. 이때 판임관들 사이에서 도박이 행해졌는데 명중되는 부위를 걸고 자신이 선택한 수용자의 신체부위에 단검이 명중되었을 경우 그 간부가 도박에 걸어놓은 돈을 전부 획득했다.

- 731부대의 군인들은 때때로 아직 실험하지 않은 여성 수용자들을 강간치사하는 경우도 있었다.

- 731부대에서는 병사들의 군기를 확립하기 위해 병사들에게 수용자 중에 가장 병약하거나 가장 저항이 심한 수용자를 실험재료로 사용하기 전에 육모 방망이로 때려서 숨지게 하도록 강요했다. 이는 수용자를 인간으로 인식한 일본군 병사가 수용자를 탈출시켜 주는 것과 석방을 요구하는 것을 미연에 방지하기 위한 조치다.

## 구성
이시이 부대, 즉 731부대의 구성원은 다음과 같은 신분으로 이루어져 있다.
- 장군(將軍) - 부대장인 이시이 시로 중장 이외에 총합 5명 이내만 존재한다.
- 고등관(高等官) - 좌관급 장교. 731부대에서 실험에 종사하는 기사(의사)의 경우는 소좌 내지는 중좌와 같은 대우로서 고등관으로 분류되었다.
- 판임관(判任官) - 위관급 장교. 실험 외적인 분야에서 책임자이거나 기사조수가 해당된다.
- 고원(雇員) - 부사관. 부사관 및 기타 잡다한 일의 작업반장으로서 일을 수행하는 사람들이다.
- 용인(傭人) - 병사. 병사 및 가장 자질구레한 일을 하는 사람들이다. 수용소 간수는 거의 전부 용인이다.

## 부서
731부대는 6개의 부서로 나뉜다.
- 제1부: 여시니아증 감염, 콜레라, 장티푸스, 결핵에 대해 인간을 재료로 연구했다. 이를 위해 수용 시설 하나가 300 ~ 400명을 수용할 수 있게 건설되었다.
- 제2부: 생물학 무기를 연구했다. 특히 병균과 기생충을 퍼뜨리는 장치의 생산에 중점을 두었다.
- 제3부: 병균을 포함한 수류탄의 생산. 하얼빈 시에 위치해 있었다.
- 제4부: 기타
- 제5부: 요원 훈련
- 제6부 ~ 제8부: 시설, 의학, 행정 부서

- 총무부
  - 부관실
  - 조사과
    - 방첩반[17]
    - 번역반
    - 인쇄반
    - 사진반
    - 병요지지반(兵要地誌班)
    - 조사반
    - 도서반

  - 인사과
  - 서무과
    - 노무반
    - 서무실
    - 식당
    - 주보(酒保)
    - 학교

  - 기획과
  - 경리과
  - 관리과
    - 건설반
    - 공무반
    - 동력반
    - 운전반
    - 전화반

  - 군수과
- 제1부(부장：菊池斉 / 세균 연구)
  - 제1과(티푸스)
    - 田部班(반장：田部井和 / 티푸스 연구)

  - 제2과(콜레라)
    - 湊班(班長：湊正男 / 콜레라 연구)

  - 제3과(생리・마루타 관리)
    - 吉田班(건강진단)
    - 宮川班(엑스레이)
    - 在田班(엑스레이)
    - 栗秋班(약리)
    - 草味班(반장：草味正夫 / 약리 연구)
    - 石井班(포로 입출 관리)[18]
    - 蓬田班(포로 입출 관리)
    - 志村班
    - 특별반(특설 감옥)

  - 제4과(이질)
    - 江島班（반장：江島真平 / 이질 연구）

  - 제5과(페스트)
    - 高橋班（반장：高橋正彦 / 페스트 연구）

  - 제6과（병리）
    - 石川班(반장：石川太刀雄丸 / 병리 연구）
    - 岡本班（반장：岡本耕造 / 병리 연구）

  - 제7과
  - 제8과(리케치아)
    - 野口班(반장：野口圭一 / 리케치아・벼룩 연구)

  - 제9과(수서곤충)
    - 田中班（반장：田中英雄 / 곤충 연구）

  - 제10과（혈청）
    - 内海班(혈청 연구)
    - 小滝班(튜버큘린)

  - 제11과（결핵）
    - 肥之藤班（脾脱疽）
    - 太田班(반장：太田澄 / 탄저 연구)
    - 樋渡班
    - 降旗班(페스트)
    - 金沢班
    - 貴宝院班（천연두）
    - 二木班（반장：二木秀雄 / 결핵 연구）

  - 소속과 안밝혀짐
    - 笠原班(반장：笠原四郎 / 바이러스 연구)
    - 吉村班(반장：吉村寿人 / 동상 연구)
- 제2부（실시 연구, 実施研究）
  - 八木沢班(반장：八木沢行正 / 식물균 연구)
  - 소성반(폭탄 제조)
  - 기상반
  - 항공반
  - 무선반
  - 田中班(곤충)
  - 篠田班(곤충)
  - 安達 실험장
- 제3부(방역 급수)
  - 서무과
  - 제1과（검색）
  - 제2과（毒物検知）
  - 제3과
    - 濾水班
    - 급수반
    - 운전반
    - 공작반(濾水機)
    - 濾水機・弾筒製造窯
- 제4부(부장：川島清 군의관 소장 / 세균 제조)
  - 제1과（華頂：柄沢十三夫 군의관 소좌 / 배양 생산）
    - 野口班(페스트・脾脱疽)

  - 제2과
  - 제3과（건조균・백신）
  - 제4과（백신）
    - 有田班(반장：有田正義 / 발진티푸스・백신)
    - 植村班（가스괴저・脾脱疽）

  - 소속과 안 밝혀짐
    - 朝比奈班（반장：朝比奈正二郎 / 발진티푸스 및 백신 제조）
- 교육부（부장：西俊英 군의관 중좌 / 부원 교육）
  - 서무과
  - 교육과
  - 위생병
  - 취사반
  - 진료소
  - 錬成隊
  - 소년대
- 자재부（실험용 자재）
  - 서무과
  - 제1과（약품 합성）
    - 山口班（세균탄）
    - 堀口班（유리）

  - 제2과（구매 보급）
  - 제3과（濾水機）
  - 제4과（창고）
  - 제5과（병기 보관）
  - 제6과（동물 사육）
- 진료부（부속 병원）
  - 전염병동
  - 진료실
  - 가족 진료소
- 헌병실
  - 保機隊

### 지부
- 무단장 지부(만주 제643부대, 지부장：尾上正男 군의관 소좌)
  - 총무과
  - 경리과
  - 제1과
  - 제2과
  - 제3과
  - 자재과
  - 교육과
- 린커우 지부(만주 제162부대)
  - 총무과
  - 제1과
  - 제2과
  - 자재과
  - 교육과
- 손오(孫呉) 지부(만주 제673부대, 지부장：西俊英 군의관 중좌)
  - 총무과
  - 제1과
  - 제2과
  - 자재과
  - 교육과
- 하얼빈 지부(만주 제543부대)
  - 총무과
  - 제1과
  - 제2과
  - 자재과
  - 교육과
- 다롄 지부(만주 제319부대)
  - 총무부
  - 연구부
  - 제조부

## 부대원
| 이름                               | 731부대 당시                      | 전후 직업                                                                       |
| ---------------------------------- | --------------------------------- | ------------------------------------------------------------------------------- |
| 이시이 시로 (石井四郎)             | 제 1·3대 부대장                   | 신주쿠구 와카마츠 쵸에서 여관 경영                                              |
| 기타노 마사지 (北野政次)           | 제 2대 부대장                     | - 녹십자 공동 설립자·이사 - 일본 학술회의 남극 특별 의원 - 문무성 백일해 연구소 |
| 요시무라 히사토 (吉村寿人)         | 동상 연구반                       | - 교토 부립 의과대학 학장 - 일본 학술회 남극특별위원 - 생물기상학회 회장        |
| 가사하라 시로 (笠原四郎)           | 바이러스연구반                    | 키타사토 연구소                                                                 |
| 다나카 히데오 (田中英雄)           | 페스트, 벼룩 연구반               | 오사카 시립대학 의학부장                                                        |
| 미나토 마사오 (湊政雄)             | 콜레라 연구반                     | 교토 대학 교수                                                                  |
| 다나베 이와 (田部井和)             | 티푸스 연구반                     | - 교토대학 세균학 교수 - 효고 현립 의과대학 교수                                |
| 도코로 야스오 (所安夫)             | 유행성출혈열 연구반               | - 도쿄 대학교수 - 테이쿄 대학 교수                                              |
| 에지마 신페이 (江島真平)           | 이질 연구반                       | - 국립 예방위생 연구소                                                          |
| 후타키 히데오 (二木秀雄)           | 결핵 연구반                       | - 녹십자 공동 설립자                                                            |
| 오카모토 코조 (岡本耕造)           | 병리 연구반                       | - 교토대학 의학부장 - 킨키대학 의학부장                                         |
| 이시카와 다치오마루 (石川太刀雄丸) | 병리 연구반                       | - 가나자와 의학부장 - 가나자와 암 연구소 소장 - 일본 학술회의 회원              |
| 구사미 마사오 (草味政夫)           | 약리 연구반                       | - 쇼와 약리대학 교수                                                            |
| 야기자와 유키마사 (八木沢行正)     | 식물학 연구반                     | - 국립 예방위생 연구소 - 일본 항생물질 학술협회 이사                            |
| 아사히나 세이지로 (朝比奈正二郎)   | 발진티푸스·백신 제조반            | - 국립 예방 위생 연구소                                                         |
| 소노구치 다다오 (園口忠男)         | 세균전 연구반                     | - 육상 자위대 위생학교 부교장                                                   |
| 마스다 미호 (増田美保)             | 세균전 연구반                     | - 방위대학교 교수                                                               |
| 안도 코지 (安東洪次)               | 다롄 지부장                       | - 도쿄대학 전염병 연구소 교수 - 실험동물 중앙연구소 소장                        |
| 가스가 다다요시 (春日忠善)         | 다롄 지부장                       | - 기타자토 연구소 - 문무성 백일해 연구회                                        |
| 무라타 료스케 (村田良介)           | 난징 1644 부대                    | - 제 7대 국립 예방위생 연구소 소장                                              |
| 오가와 도오루 (小川透)             | 난징 1644부대                     | - 나고야 시립대학 의학부 교수                                                   |
| 나이토 료이치 (内藤良一)           | 육군 군의학교 방역 연구실         | - 녹십자 공동 설립지·이시장·회장                                                |
| 미야가와 요네지 (宮川米次)         | 도쿄 제국대학 전염병연구소 소장   | - 도시바 생물 물리 연구소 소장                                                  |
| 오가타 도미오 (緒方富雄)           | 도쿄 제국대학 전염병연구소 조교수 | - 도쿄 대학 의학부 교수                                                         |
| 호소야 세이고 (細谷省吾)           | 도쿄 제국 대학 전염병연구소 교수  | - 도쿄 대학 전염병 연구소 교수                                                  |
| 야나기자와 켄 (柳沢謙)             | 결핵 연구                         | - 국립 예방 위생 연구소 소장                                                    |
| 고지마 사부로 (小島三郎)           | 도쿄 제국대학 전염병 연구소 교수  | - 국립 예방 위생 연구소 소장                                                    |
| 고바야시 로쿠조 (小林六造)         | 도쿄 제국대학교수                 | - 국립 예방 위생 연구소 소장                                                    |
| 도다 쇼조 (戸田正三)               | 도쿄 제국대학 교수                | - 남극 특별 위원 - 카나자와 대학 교수                                           |
| 기무라 렌 (木村廉)                 | 도쿄 제국대학 교수                | - 행적 불명                                                                     |

### 관련 인물
- 요코 가와시마 왓킨스: 기요시 기와사마의 딸로 추정

## 희생자들
한국, 중국, 몽골, 러시아의 군인과 시민, 여자와 어린이를 포함한 약 1만 명의 사람들이 생화학 병기의 실험 재료로서 살해되었다. 그 중에는 일부 흑인과 유럽인도 포함되었다. 731부대에서 개발된 생화학 무기로 인해 수십만 명의 중국인이 학살되었다.

### 한국인 희생자
2005년 8월 2일 하얼빈 일보는 생체실험 대상자였던 1,463명의 명단을 발굴 공개했다.
지금까지 밝혀진 한국인 희생자는 6명으로 아래와 같다. 대부분 항일운동 또는 반파쇼 운동을 하다가 체포된 인물로 파악되고 있다.
- 심득룡(沈得龍·1911년생·소련 공산당 첩보원·1943년 10월 1일 체포)
- 이청천(李淸泉·독립운동가·1944년 7월 체포)
- 이기수(李基洙·1913년생·함남 신흥군 동흥면·1941년 7월 20일 체포)
- 한성진(韓成鎭·1913년생·함북 경성·1943년 6월 25일 체포)
- 김성서(金聖瑞·함북 길주·1943년 7월 31일 체포)
- 고창률(高昌律·1899년생·소련 공산당 첩보원·강원도 회양군 난곡면·1941년 7월 25일 체포)

#### 민간인
‘특별이송’은 만주 지방 일대에서 일본군 헌병대가 체포한 항일 독립운동가나 국민당 국군이나 공산군 포로, 외국의 첩보원 등을 대상으로 취조를 한 뒤 완강하게 버티는 인사들은 ‘개전의 정이 엿보이지 않는다’거나 ‘항일정신이 뼈에 사무치니 없애버리는 편이 낫겠다’는 이유로 생체실험 자료인 ‘마루타’(통나무라는 뜻의 일본어)로 지정해 재판도 없이 압송하는 것이다. ‘실험 재료’가 모자란 탓에 애꿎은 민간인이 헌병대에 의해 731부대로 특별이송된 경우도 있었다.
다음은 한국인을 ‘특별이송’한 자료중 일부다.
시기:1939년 6월
명령자: 하얼빈시 신시가헌병분대장 소좌 아카기 모리미
내용: 하얼빈 교외에서 중국 공산당 아청현 위원회 소속 중국과 한국인공작자 25명 이상이 회합하고 있음을 정찰해 전원 체포.
결과: 비행장에서 이시이부대가 독약을 주사해 사망.

## 생존자들[20][21]
항일전쟁 시기 사건들을 전문적으로 다루는 작가인 ‘살소(薩蘇)’의 조사에 따르면, 731부대 산하 기관에 의해 수용을 당하여 살아남은 사람은 총 4인이다. (1) 중화민국 길림성(吉林省) 중국국민당 당무 제3독도구(督導區) 108지부 서기(書記)였던 ‘이광덕(李廣德)’과 (2) 당원이었던 ‘하가훈(何家訓)’, (3) 110지부 서기였던 ‘장인천(張人天)’과, (4) 중국공산당원으로서 항련정찰원(抗聯偵察員)이었던 ‘이우지(李遇遲)’가 바로 그들이다.
이들은 1945년 8월 13일, 대외적으로 “삼도화학연구소(三島化學硏究所)”라고 불렸던, 흑룡강성(黑龍江省) 가목사시(佳木斯市) 만발둔(萬發屯) 동북부에 위치한 731부대 특별 분대 산하 수용소에서 가까스로 탈출하였다. 이는 1945년 8월 12일 심야에 자행된 일본군의 수용자 학살 와중에 기적적으로 살아남은 결과였다.

### 탈출 이후의 행적
- 이광덕은 현지 학생이었던 이장청(李長靑)에 의해 구조되어, 계철의원(啓哲醫院)에서 위급한 상황을 면하였다. 이광덕은 생존자 4인 중 유일하게 공산당 계열 인물이었던 이우지와 같은 수용실에서 탈출하는 과정 가운데, 그에게 도움을 받은 인연을 계기로, 일본이 패망한 이후 중국 공산당에 귀속하였다.

- 하가훈은 탈출 이후에 이름을 ‘종연’(何鍾淵)으로 바꾸고, 요녕성(遼寧省) 무순(撫順)에서 줄곧 살다가, 2018년 1월 20일 향년 99세를 일기로 사망하였다.

- 장인천은 탈출한 뒤에 간략하게 치료를 받고, 흑룡강성의 합이빈(哈爾濱)과 제제합이(齊齊哈爾)에서 국민당 인원들을 찾은 후에, 국민당이 중국 동북 지역에 조직한 지하군(地下軍)에서 군사를 지휘하였다. 중국 삼강 지역(압록강‧송화강‧흑룡강 일대)에서 공산당 계열의 민주연군(民主聯軍)과 교전한 이후부터는 그의 행방이 불명하다.

- 이우지는 구조된 뒤에 소련 원동군(遠東軍) 가목사주군(佳木斯駐軍) 사령부로 넘겨진 이후로 행방이 불명하다.

## 이후
일본 의학계는 731부대 관계자들에게 박사 학위를 수여하였다. 731부대가 작성한 여러 논문이 있는데, 이 가운데 731부대 시절에 작성한 육군 군의학교 방역 연구 보고 게재 논문을 학위 논문으로 그대로 제출해 통과한 사람도 있었다. 731 부대가 작성한 논문 제목은 다음과 같다.

- 조직 내에 있는 페스트균 염색법에 관한 연구(게이오, 1946)
- 파상풍과 키소이드의 예방적 효력에 대해(구마모토, 1946)
- 이질균 분류에 대해(구마모토, 1946)
- 장기 손상의 후유 기능 장해에 대해(도쿄, 1947)
- 뇌척수액 당량의 변화에 대한 연구(니가타, 1949)

731부대의 잔인한 행위는 현재 전쟁범죄로 공표되어 있는 상태다. 하지만 절반가량인 25명이나 사면 되었고, 나머지 절반은 소련에 12명, 중국공산당에 13명(헌병대장들까지 포함)이 잡혀서 하바롭스크에서 재판을 받고 푸순전범관리소에서 심문을 받으며 진술서를 작성하고 시베리아 유형 6년 강제노동형, 만주벌판의 푸순 유형 6년에서 10년 노동교화제에 처해졌다. 이때 공산권의 추운지역 강제노동형과 노동교화제도는 사형보다 더 끔찍한 것이었다.

#### 일본
소련군의 참전으로 731부대가 강탈당할 것을 우려해 즉시 모든 부대시설을 파괴하고, 실험자들을 처분한 뒤 철수하도록 명령하였다. 이에 공병대가 긴급히 투입되어 8월 9일부터 13일까지 4일간 본부동을 제외한 주요 건물들을 모두 폭파시켰고, 당시 생존해 있던 수백 명의 수용인들도 모두 몰살시켰다.

#### 미국의 묵인
극동 국제 군사 재판 때 일본의 생체실험 문제가 언급되었으나, 관련자들은 실험에서 얻은 자료들을 미국에 제공하고 러시아에 넘겨주지 않는 대가로 처벌을 받지 않았다. 실질적으로 처벌을 막은 것은 미국이라고 할 수 있다.
1945년 10월, 731부대장의 오른팔이었던 대령과 곤충학자인 소령, 전 육군참모 등 3명을 미 육군의 생물전연구 기관 캠프 데트릭의 샌더스 중령이 신문한 기록에는 다음과 같은 부분이 나온다.
“전쟁범죄자의 적발과는 별개의 문제이니 안심하고 얘기해주기 바란다. (중략 ) 대통령에 제출하는 비밀 보고 자료를 작성하기 때문에...”

샌더스 중령은 731부대의 신문 보고서를 1947년 12월 12일 미 국방부에 제출한다. 그가 제시한 최종 보고서에는 다음과 같은 내용이 나온다.
“이것은 일본인 과학자들이 수백만 달러의 비용과 오랜 세월을 거쳐 얻은 자료다. 이런 정보를 우리 쪽 연구소에서는 얻을 수 없다. 왜냐하면, 인체실험은 양심의 가책이 되기 때문이다. 이런 자료를 총액 25만엔 정도로 얻었다. 연구에 투입된 비용을 따져보면 이는 미미한 금액이 될 것이다. 스스로 이런 정보를 제공한 사람들을 곤혹스럽게 만들지 않는 것이 바람직하다.”

미국은 731부대가 아닌 일본 내에서 소수의 미국인이 생체실험을 당하여 살해되었을 때 그 관련자들을 조사하고 처벌하였지만 731부대를 비롯한 자국민이외의 사람이 생체실험을 당한 경우에는 전혀 처벌하지 않고 오히려 금전까지 지급하며 보호하였다.
뿐만 아니라 미국은 생체 실험 주범들에게 월급을 주고 실험 인원으로 고용하기도 했으며 미국의 화학전 요원들을 대상으로 한 강연까지 요청하였다.

### 이시이 시로의 회고
731부대장을 역임했던 이시이 시로는 1955년 12월 교토 대학 때의 지도교수였던 기요노 겐지의 장례식장에서 이시이 기관의 설립되기까지의 경위와 규모, 목적 등에 대해 술회하였다.
“그래서 육군이 여러 차례 회의한 결과 결정하여 기온의 변화, 환경이 다르므로··· 하나는 만주의 북단으로 가면 좋겠다는 것이어서 결국 연구소를 그곳에 두게 되었던 겁니다. 그리고 계속 발전하여 우선 전쟁터가 4천 킬로미터나 넓어져··· 1년 내내 동시에 계속 전쟁이 일어났기 때문에 그에 대한 대응책으로 우선 장병의 신체를 보호하고 사망률을 낮추려는 국가 백년의 계획을 세울 것을 정했습니다··· 그래서 우선 육군군의학교에 연구실을 만들었고 다음으로 만주는 하얼빈에··· 또 남지는 중산대학을 중심으로 그 외 수차 연구실을 만들어 실시하였고 결국 324개의 연구소를 만든 겁니다. 그 결과 전염병 및 전염병 사망률이 낮아져 대장성이 매우 기뻐하여 그렇다면 계속할 수 있다는 결론이 났습니다. 그래서 하얼빈에 큰, 그러니까 마루 빌딩의 14배 정도의 연구소를 만들어 주었고 그 안에 전차도 있고 비행기도 있었습니다. 모든 종합대학에 연구소가 만들어지고 거기서 열심히 연구할 수 있었던 것입니다. 그 때 선생님께서 가장 주력하신 것인 인적요소입니다. 각 대학에서 가장 우수한 교수 후보를 모아 주셔서 여기 계신 이시가와 교수, 그리고 도호쿠대학의 오카모토 교수 그 외 십여 명의 교수진이 있습니다. ···그리하여 마지막으로 대동아의 전면에 걸쳐 이 민족선 방어의 제1차 완성을 보게 되었습니다.··· 소련⟨⟩이 왔기 때문에, 패전 때문에 부대는 폭발하고 모두 태우지 않을 수 없었고 비운으로 끝난 것입니다.”

이를 통해 정리해보면 대학 이상의 규모와 기동력을 가진 연구기관을 창설하여 운영하는 것이 그의 목적이었고 324개의 연구소를 갖추고 일본을 대표하는 의학자, 과학자들이 참가한 세계 최대의 생체실험센터를 만들었음을 알 수 있다. 패전으로 야망이 좌절되고 생체실험 등에 대한 것이 알려져 비판받고 있었음에도 불구하고, 반성의 언급은 보이지 않고 오히려 패전으로 연구나 실험이 중단된 것에 대한 안타까움만 드러나 있다.
731부대에는 일본의 최고학부를 졸업한 엘리트 의사나 과학자가 다수 있었고, 이들은 전쟁 후에 전범 기소를 받지 않은 채 각 대학으로 돌아가 일본 의학계의 중진으로 활동하였다. 특히 1980년대 약해 에이즈 사건으로 피고가 된 녹십자 제약회사의 창시자는 시로의 최측근이었던 나이토 료이치이며, 그는 731부대장을 역임한 바 있는 기타노 세이지를 고문으로 두고 있어서, 731부대와 그 연속성을 찾아볼 수 있다.

### 일본 정부와 일본내 인식

#### 일본 정부
일본 정부는 731부대의 실체를 부인해 오다가 50년이 지난 후에야 부대 존재를 시인하였다. 하지만 1만 명의 중국인ㆍ조선족ㆍ연합군 포로를 실험용으로 학살한 만행에 관해서는 전혀 알지 못한다고 발뺌하였고, 옛 부대원들의 증언내용을 확인하는 것 역시 거부하고 있다.

#### 일본내 인식
일본은 역사 수정주의자들을 중심으로 “특별한 증거가 없다”며 731부대의 인체실험 존재 자체를 부정하고 있다. 그러나 최근 뉴욕에 거주하는 논픽션 작가인 아오키 후키코에 의해 이시이 시로의 일기가 발견되어, 전후나 전시에 그의 행보를 파악할 수 있는 중요한 사료로 언급되고 있다.

#### 일본내 교수들의 학위 취소 요청
2018년 4월에는 일제 강점기에 만주에서 생체·세균실험을 저지른 일본 관동군 731부대의 관계자들에게 교토(京都)대가 의학 박사학위를 수여했다는 것에 반발해 일본 교수들이 학위 취소를 요청하기도 하였다.
또한 2018년 3월에는 1945년에 발표된 <개벼룩을 통한 페스트 매개 가능성>이라는 교토대학교 논문이 731 부대가 자행한 인체 실험일 가능성이 있다는 문제제기가 나왔다. 논문에는 원숭이에게 개벼룩을 옮기자 원숭이가 두통을 느꼈다는 내용이 나오는데, 가츠오 의대 니시야마 명예교수는 "두통의 자세하고 사실적인 연구 내용을 바탕으로 원숭이가 아니라 인간에게 행해진 실험일 것"이라고 주장하였다.

### 부대 건물
당시 부대 건물은 전쟁이 끝난 후 중학교로 사용되었으며, 2001년부터는 일제 만행을 고발하는 전시관으로 쓰이고 있다. 현재 중국 하얼빈 시내에서 남동쪽으로 25km 떨어진 하얼빈(哈爾賓) 핑팡취(平房區) 신장다제(新疆大街) 25호에는 당시의 현장을 일부 복원시킨 ‘침화일군 제731부대 유적지’(侵華日軍 第七三一部隊 遺跡地)가 일반인들에게 개방되고 있다. 731부대는 원래 건물 80여 곳에 총면적이 6.1km2였으나 현재는 당시의 본부 건물을 유적지로 복원하였다.

## 나치의 유대인 강제수용소와의 차이
731부대가 행한 인체실험은 나치의 유대인 강제수용소에서 행해진 인체실험과 자주 비교되는데, 인체실험을 했다는 사실은 같으나 실험을 행한 주체는 차이가 있다. 731부대의 인체실험은 생화학전술의 효과적 운용을 목적으로 군 내에서 조직적으로 실시되었다. 반면 나치의 경우는 수용소 자체는 유대인의 근절을 목적으로 한 시설이었고, 실험도 독일인 의사의 개인적 연구 차원이라는 측면이 강하다. 731부대는 군 조직이고 도쿄의 방역연구소와 연계되어 정보를 공유했으며, 국가가 막대한 예산을 들여 진행했다는 점에서 매우 큰 차이가 있다는 걸 알 수 있다.

## 미국
태평양전쟁 이 후, 일본 생물학전 부대로 악명높은 731 부대 부대장인 이시이 시로(石井四郞) 일본 육군 중장과 그 부하들이 포트 데트릭으로 와서 생물학 무기 개발에 참여했다. 이시이 중장은 한국전쟁 당시 여러번 한국을 방문했었다. 미육군전염병연구소 참조.

## 참고 자료
- Barenblatt, Daniel. A Plague Upon Humanity: The Secret Genocide of Axis Japan's Germ Warfare Operation, HarperCollins, 2004. ISBN 0-06-018625-9.
- Barnaby, Wendy. The Plague Makers: The Secret World of Biological Warfare, Frog Ltd, 1999. ISBN 1-883319-85-4, ISBN 0-7567-5698-7, ISBN 0-8264-1258-0, ISBN 0-8264-1415-X.
- Cook, Haruko Taya; Cook, Theodore F. Japan at war: an oral history, New York: New Press: Distributed by Norton, 1992. ISBN 1-56584-014-3. Cf. Part 2, Chapter 6 on Unit 731 and Tamura Yoshio.
- Endicott, Stephen and Hagerman, Edward. The United States and Biological Warfare: Secrets from the Early Cold War and Korea, Indiana University Press, 1999. ISBN 0-253-33472-1.
- Felton, Mark. The devil's doctors: Japanese Human Experiments on Allied Prisoners of War, Pen & Sword, 2012. ISBN 978-1-84884-479-7
- Gold, Hal. Unit 731 Testimony, Charles E Tuttle Co., 1996. ISBN 4-900737-39-9.
- Grunden, Walter E., Secret Weapons & World War II: Japan in the Shadow of Big Science, University Press of Kansas, 2005. ISBN 0-7006-1383-8.
- Handelman, Stephen and Alibek, Ken. Biohazard: The Chilling True Story of the Largest Covert Biological Weapons Program in the World—Told from Inside by the Man Who Ran It, Random House, 1999. ISBN 0-375-50231-9, ISBN 0-385-33496-6.
- Harris, Robert and Paxman, Jeremy. A Higher Form of Killing: The Secret History of Chemical and Biological Warfare, Random House, 2002. ISBN 0-8129-6653-8.
- Harris, Sheldon H. Factories of Death: Japanese Biological Warfare 1932–45 and the American Cover-Up, Routledge, 1994. ISBN 0-415-09105-5, ISBN 0-415-93214-9.
- Lupis, Marco. "Orrori e misteri dell'Unità 731: la 'fabbrica' dei batteri killer", La Repubblica, 14 aprile 2003,
- Mangold, Tom; Goldberg, Jeff, Plague wars: a true story of biological warfare, Macmillan, 2000. Cf. Chapter 3, Unit 731.
- Moreno, Jonathan D. Undue Risk: Secret State Experiments on Humans, Routledge, 2001. ISBN 0-415-92835-4.
- Nie, Jing Bao, et al.  Japan's Wartime Medical Atrocities: Comparative Inquiries in Science, History, and Ethics (2011) excerpt and text search
- Williams, Peter. Unit 731: Japan's Secret Biological Warfare in World War II, Free Press, 1989. ISBN 0-02-935301-7.

## 같이 보기
- 제국주의 위생의료체제
- 하바롭스크 재판
- 흑태양 731 (일명 ‘마루타’, Men Behind The Sun)
- 노보리토 연구소(일본어판)
- 일본 제국 육군
  - 관동군
  - 이시이 시로
- 일본의 전쟁범죄
- 일본의 우익단체
- 일본의 역사왜곡
- 일본 제국
- 일제강점기
- 생물학 무기
- 미도리주지
- 제국은행 사건
- 1644 부대
- 경성크리처